# Улица Юности (Москва)
Улица Ю́ности — улица, расположенная в Восточном административном округе города Москвы на территории района Вешняки.

## История
Ранее улица носила названия Вешняковское шоссе и Октябрьский проспект. Современное название улица Юности получила 13 апреля 1967 года, для устранения одноимённости с другими улицами иных поселений, вошедших в состав Москвы в 1960 году. Происхождение современного названия улицы доподлинно не установлено, вероятно оно отсылает к располагавшейся напротив территории Высшей комсомольской школы ЦК ВЛКСМ (ныне Московский гуманитарный университет).

## Расположение
Улица Юности начинается от Вешняковской улицы, идёт на юго-запад, с севера-запада к ней примыкает Оранжерейная улица, далее с юго-востока к ней примыкают аллея Жемчуговой и улица Молдагуловой. Улица Юности пересекает аллею Первой Маёвки и улицу Красный Казанец, проходит над железнодорожными путями и переходит в улицу Паперника.

## Примечательные здания и сооружения

### Здания

#### По нечётной стороне
- №5 — Московский гуманитарный университет
- №9 — Саудовская школа при посольстве Саудовской Аравии
- №11 — офис организатора лотереи ЗАО «Интерлот» (ранее там располагалось консульство Чили)

### Сооружения
Недалеко от начала улицы находится известная усадьба «Кусково». По ходу движения, к западу и к востоку от улицы находятся Большой Дворцовый и Большой Графский пруды. Там же, у Большого Графского пруда находится парк «Радуга».
На пересечении с улицей Красный Казанец находится Вешняковское кладбище (согласно Яндекс.Картам).

## Транспорт

### Автобус
- 133:  Щёлковская —  Новогиреево —  Рязанский проспект (следует по всей улице).
- 197:  Выхино —  Вешняки (от улицы Молдагуловой до конца улицы; только в данном направлении).
- 208:  Новогиреево —  Рязанский проспект — Ферганская улица (от аллеи Жемчуговой и до конца улицы).
- 409:   Новогиреево —   Выхино (от аллеи Жемчуговой до улицы Молдагуловой).
- 620: Улица Молостовых —  Перово —  Новогиреево —  Выхино» (следует по всей улице).
- 697: маршрут является обратным к 197.
- с613:  Вешняки -  Ухтомская -  Новокосино - 3-й микрорайон Новокосина (только от улицы Красный Казанец до улицы Молдагуловой)

### Метро
- Станция метро «Рязанский проспект» Таганско-Краснопресненской линии ( ) — в 900 м на юго-запад от пересечения с улицей Красный Казанец.
- Станция метро «Новогиреево» Калининской линии ( ) — в 1,5 км на север от пересечения с Вешняковской улицей.
- Станция метро «Выхино» Таганско-Краснопресненской линии ( ) — в 1,55 км на восток от пересечения с улицей Красный Казанец.

### Железнодорожный транспорт (МЦД)
- Платформа  Вешняки Казанского и Рязанского направлений МЖД — в непосредственной близости от пересечения с улицей Красный Казанец.
- Платформа  Новогиреево Горьковского направления МЖД — в 960 м на север от пересечения с Вешняковской улицей.